# Aspartat-Transcarbamoylase
Aspartat-Transcarbamoylase (kurz ATCase) ist ein allosterisch reguliertes Enzym, das den ersten Schritt der Pyrimidinnucleotidbiosynthese katalysiert. Am besten untersucht ist die aus E. coli stammende Aspartat-Transcarbamoylase. In tierischen Zellen ist ATCase Teil des Proteinkomplexes CAD und weist strukturelle Unterschiede zur prokaryotischen ATCase auf.

## Struktur

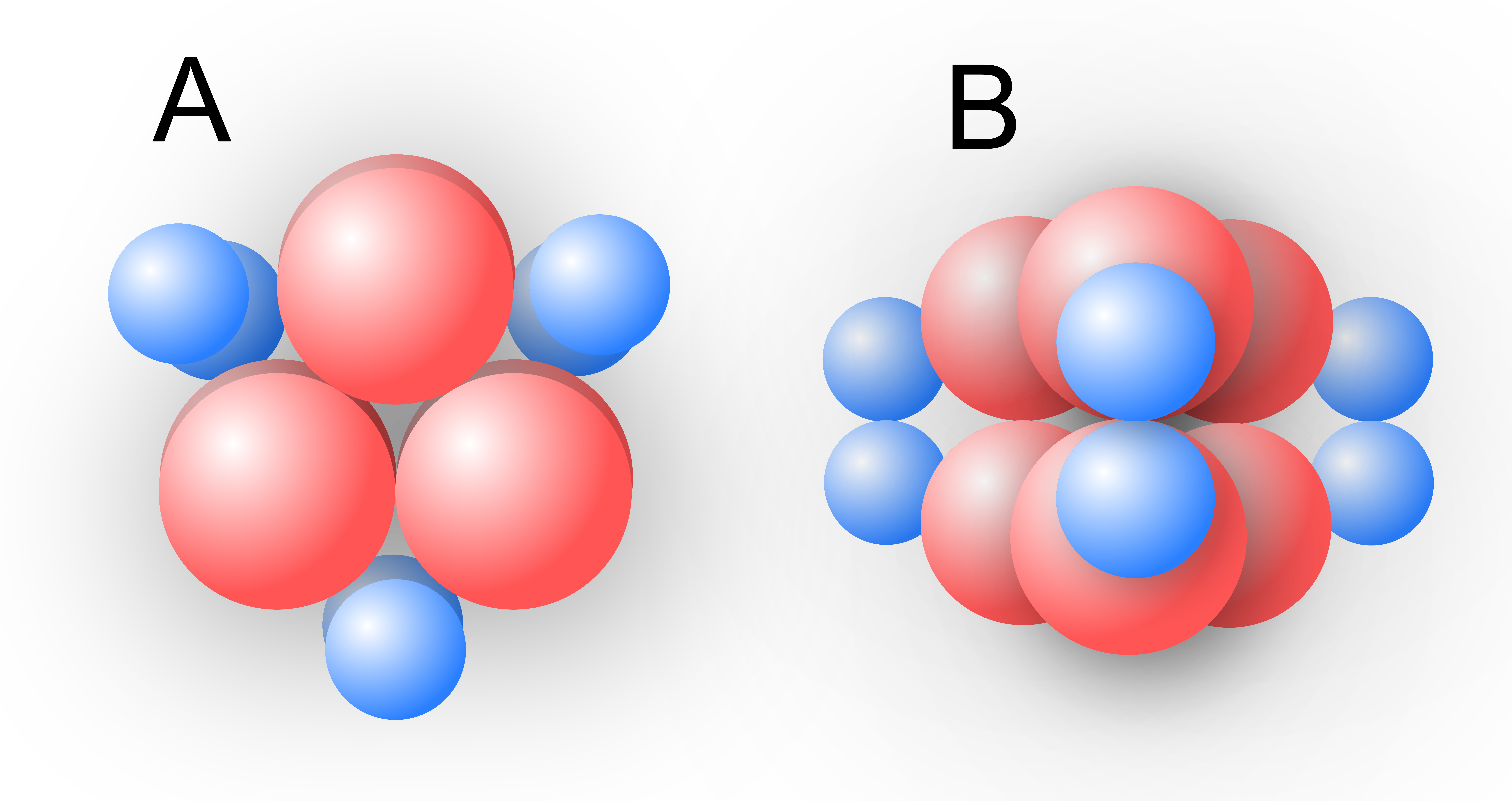
ATCase ist aus zwei katalytischen Trimeren (rot) und drei regulatorischen Dimeren (blau) aufgebaut. A) Sicht von oben
B) Seitenansicht

Die aus E. coli stammende ATCase ist ein Dodecamer aus sechs katalytischen und sechs regulatorischen Untereinheiten. Die katalytischen Untereinheiten sind in zwei Trimeren organisiert, während die regulatorischen Untereinheiten in Form dreier Dimere vorliegen. Jede katalytische Untereinheit besitzt zwei katalytische Domänen.
Die sechs kleineren regulatorischen Untereinheiten (je 17 kDa) bilden einen "äquatorialen Gürtel" um die sechs größeren katalytischen Untereinheiten (je 34 kDa). Die Gesamtmasse des Proteins beträgt ca. 310 kDa.
Jede regulatorische Untereinheit ist über eine zinkhaltige Strukturdomäne mit einem katalytischen Trimer verbunden. Das in den Strukturdomänen enthaltene Zinkion ist an je vier Cysteinresten gebunden. Durch Quecksilberverbindungen wie p-Hydroxyquecksilberbenzoat kann das Enzym in katalytische und regulatorische Untereinheiten aufgetrennt werden. Quecksilberverbindungen destabilisieren die Strukturdomäne, indem sie mit den Cysteinresten reagieren und das Zinkion durch ein Quecksilberion ersetzen. Die dissoziierten Untereinheiten finden selbständig wieder in die native Quartärstruktur zurück.

## Katalysierte Reaktion
Im ersten Schritt der Pyrimidinnucleotidbiosynthese werden die Substrate L-Aspartat und Carbamoylphosphat in die Pyrimidinvorstufe N-Carbamoyl-L-Aspartat umgesetzt. ATCase katalysiert dabei die Übertragung der Carbamoylgruppe (blau) des Carbamoylphosphats auf das Aspartat und gehört somit zur Enzymklasse der Transferasen.
N-Carbamoylaspartat wird anschließend über weitere Syntheseschritte in Pyrimidinnucleotide umgewandelt.

## Enzymregulation
Die Bindung von Substraten oder allosterischen Modulatoren nimmt Einfluss auf die Affinität anderer katalytischer oder allosterischer Zentren. Somit weist ATCase kooperatives Verhalten auf. Die Enzymaktivität wird sowohl durch die Substrate selbst (homotrop) als auch durch allosterische Modulatoren (heterotrop) beeinflusst.

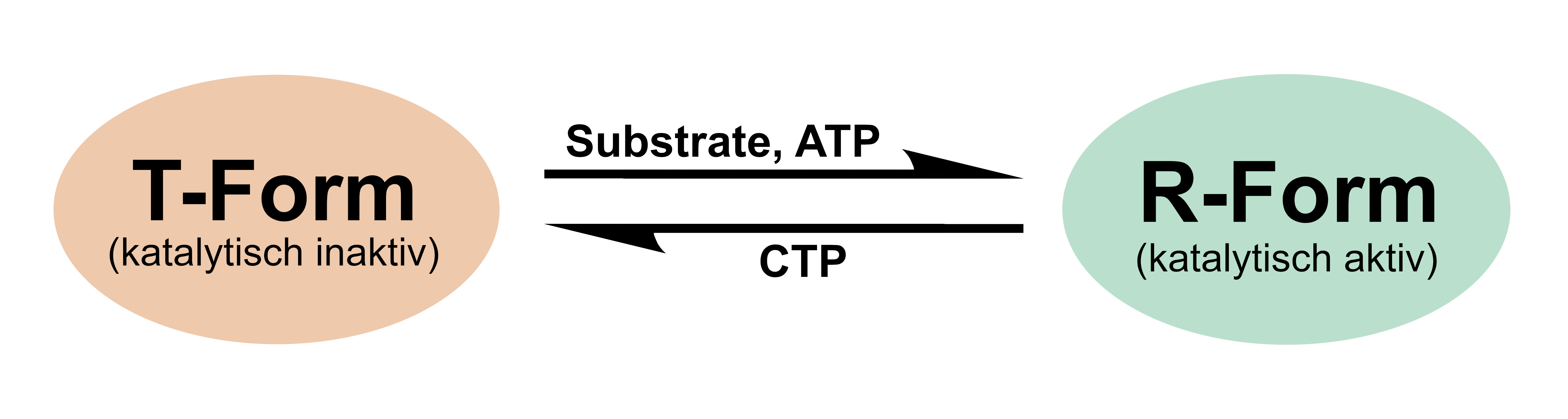
T- und R-Form liegen in einem Gleichgewicht vor, das durch die Bindung von Substratmolekülen oder allosterischen Modulatoren beeinflusst werden kann.

Basierend auf dem "Alles-oder-nichts-Prinzip" kann ATCase in zwei quartären Konformationen vorliegen, die sich in ihrer katalytischen Aktivität unterscheiden: dem hochaffinen R-Zustand und dem niedrigaffinen T-Zustand. Beide Quartärstrukturen liegen in einem Gleichgewicht vor, das je nach wirkenden Regulationsmechanismen in Richtung eines Konformationszustandes verschoben werden kann.
Die Substrate Aspartat und Carbamoylphosphat üben einen positiv homotropen Effekt aus. Durch die Substratbindung wird ATCase in den katalytisch aktiven R-Zustand überführt, wodurch die Bindung weiterer Substratmoleküle begünstigt wird. An der heterotropen Regulation sind die Nucleotide Adenosintriphosphat (ATP) und Cytidintriphosphat (CTP) beteiligt, die um allosterischen Zentren auf den regulatorischen Untereinheiten konkurrieren. CTP, ein Endprodukt der Pyrimidinnucleotidbiosynthese, hemmt die katalytische Aktivität der ATCase, indem es das Gleichgewicht der Konformationszustände in Richtung der T-Form verschiebt. Eine gegensätzliche Wirkung vermittelt der allosterische Aktivator ATP, welcher eine Verschiebung des Gleichgewichts zu Gunsten der katalytisch aktiven R-Form bewirkt.
Die allosterische Regulation hat zum Ziel, die Konzentration an Pyrimidin- und Purinnucleotiden aneinander anzugleichen, damit sie für die DNA-Synthese in äquimolaren Mengen zur Verfügung stehen. Überwiegt die Menge an Pyrimidinnucleotiden, so wird die Biosynthese weiterer Pyrimidinnucleotide durch Cytidintriphosphat gehemmt (Endprodukthemmung). Liegen Purinnucleotide in erhöhter Konzentration vor, so wird die Pyrimidinnucleotidbiosynthese durch den allosterischen Aktivator ATP begünstigt. Zusätzlich gewährleistet der durch ATP ausgeübte allosterische Effekt, dass die aufwändige Synthese von Pyrimidinnucleotid-Vorstufen nur stattfindet, wenn der Zelle ausreichend Energie in Form von ATP bereitsteht.
ATCase gleicht somit einem "molekularen Chip", der neben dem Energiestatus der Zelle auch die Konzentration an Pyrimidin- und Purinnucleotiden erfasst und danach die Synthese von Pyrimidinnucleotid-Vorstufen ausrichtet.

## Enzymkinetik

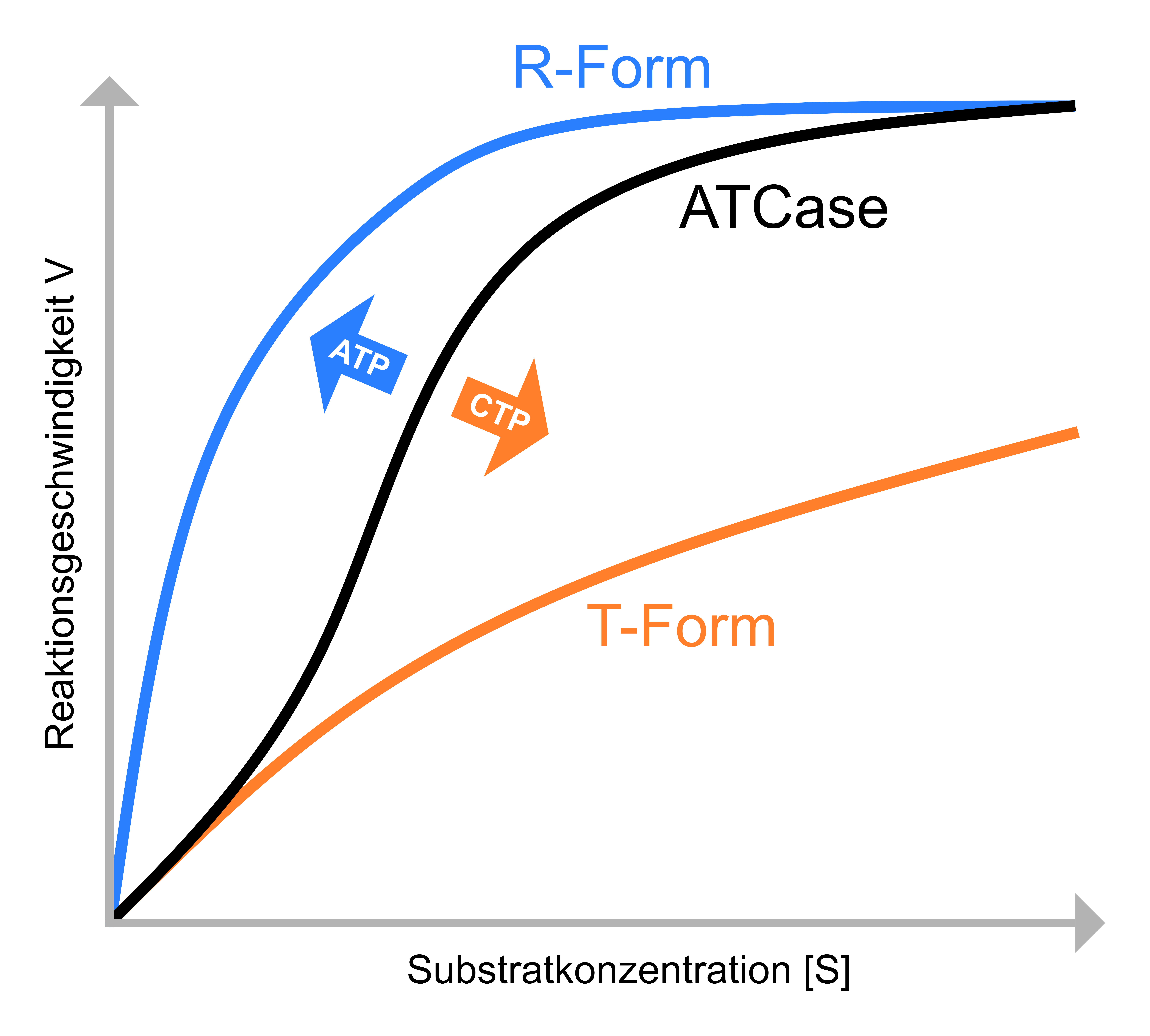
Sigmoide Kinetik der ATCase. Allosterische Modulatoren bewirken eine Annäherung an die Reaktionskinetik der R- bzw. T-Form.

Aufgrund der homotropen Kooperativität kann ATCase in zwei Konformationen unterschiedlicher katalytischer Aktivität vorliegen. Daher verhält sich das Enzym nicht nach der Michaelis-Menten-Kinetik, sondern weist einen sigmoiden Kurvenverlauf auf.
Die sigmoide Kinetik kann als Überlagerung der Michaelis-Menten-Kurve beider Konformationszustände aufgefasst werden. Mit ansteigender Substratkonzentration verschiebt sich das Gleichgewicht von der T- zur R-Form. Daher gleicht die Reaktionskinetik der ATCase anfangs dem des T-Zustandes und nähert sich bei einem weiteren Anstieg der Substratkonzentration dem Kurvenverlauf der R-Form an.
Allosterische Modulatoren bewirken eine seitliche Verschiebung der Kurve. CTP inhibiert die katalytischen ATCase-Aktivität, weshalb der Kurvenverlauf nach rechts verschoben wird und sich der Reaktionskinetik der T-Form annähert. Der allosterische Aktivator ATP hingegen bewirkt eine Verschiebung nach links und damit eine Annäherung an die Michaelis-Menten-Kurve der R-Form.